# Altamira (Colombia)
Altamira è un comune della Colombia facente parte del dipartimento di Huila.
Il centro abitato venne fondato da Gonzalo Jiménez de Quesada nel 1537, mentre l'istituzione del comune è del 18 ottobre 1855.